# Acerenza
Acerenza es uno de los cien municipios que integran la provincia de Potenza, con una población de 3.010 habitantes.

## Historia
Existen testimonio de asentamientos prehistóricos en el monte de La Guardia donde fueron encontrados restos de poblaciones de la antigua Edad del Hierro: específicamente, se han encontrado herramientas y otros materiales del Período Neolítico.
La pequeña ciudad construida en lo alto de esta montaña, a 833 metros sobre el nivel del mar, posee un panorama excelente sobre el altiplano que se encuentra a su alrededor, lo que siempre le otorgó un buen punto estratégico para la defensa de dicho territorio.
El primer registro del asentamiento de este pueblo data del siglo VI a. C. con el nombre de Acheruntia, según escritos de los escritores romanos Tito Livio y Orazio Flacco, quienes la describían como una Fortaleza de Guerra.
En el 318 A.C, la ciudad fue conquistada por los romanos, y fue un punto estratégico para los mismos en el 280 a. C. a la hora de evitar la invasión del rey de Epiro y evitar la reunificación de Apulia.
En el siglo V d. C., fue instituida como una de las Diócesis Lucanas.
En los tiempos del emperador Justiniano, mediado el siglo VI d. C., la ciudad gozaba de cierta fama. Se la definía como una gran fortaleza que contaba con una grandeza de 300 hombres.
En el 788 Carlomagno pide como condición principal para liberar a su prisionero Grimoaldo III y permitirle regresar a Benevento el derribo del muro de Acerenza, condición que es aceptada por los romanos.
La pequeña ciudad fue posteriormente objeto de una larga lucha entre  lombardos y bizantinos para hacerse con el poder sobre la misma, hasta que tras largas discusiones en el 1041 fue conquistada por los normandos, quienes construyeron una fortaleza allí para defenderla del dominio bizantino.
Posteriormente en el periodo feudal fue propiedad de las familias Sanseverino, Durazzo, Ruffo, Barnota y Morra.
En el 1456 se vio notablemente afectada por un gran terremoto que sacudió la zona. 
El centro histórico mantiene todavía un importante testimonio histórico, con edificios que datan de los siglos XVII y XVIII, en muy buen estado.

## Evolución demográfica
| Gráfica de evolución demográfica de Acerenza entre 1861 y 2001 |
|                                                                |
| Fuente ISTAT - elaboración gráfica de Wikipedia                |